# Marina Nichișenco
Marina Marghieva-Nichișenco (née le 28 juin 1986 en Ossétie du Nord) est une athlète moldave, spécialiste du lancer du marteau. Elle est la sœur aînée de Zalina Marghieva et de Serghei Marghiev.

## Biographie
Marina Marghieva est exclue des Jeux olympiques de 2012 à la suite d'un contrôle antidopage positif,.

## Palmarès
| Date | Compétition              | Lieu         | Résultat | Marque  |
| ---- | ------------------------ | ------------ | -------- | ------- |
| 2010 | Championnats d'Europe    | Barcelone    | 5e       | 70,77 m |
| 2014 | Championnats des Balkans | Pitești      | 2e       | 60,68 m |
| 2016 | Championnats des Balkans | Pitești      | 2e       | 69,25 m |
| 2017 | Championnats des Balkans | Novi Pazar   | 3e       | 64,61 m |
| 2018 | Championnats des Balkans | Stara Zagora | 6e       | 63,34 m |

## Records
| Épreuve           | Performance | Lieu     | Date       |
| ----------------- | ----------- | -------- | ---------- |
| Lancer du marteau | 72,53 m     | Chișinău | 5 mai 2009 |